# Водораздельный (Краснодарский край)
Водораздельный — посёлок в Крыловском районе Краснодарского края.
Входит в состав Новосергиевского сельского поселения.

## География

### Улицы
- ул. Депутатская,
- ул. Нижняя,
- ул. Средняя,
- ул. Центральная,
- ул. Юбилейная.

## История

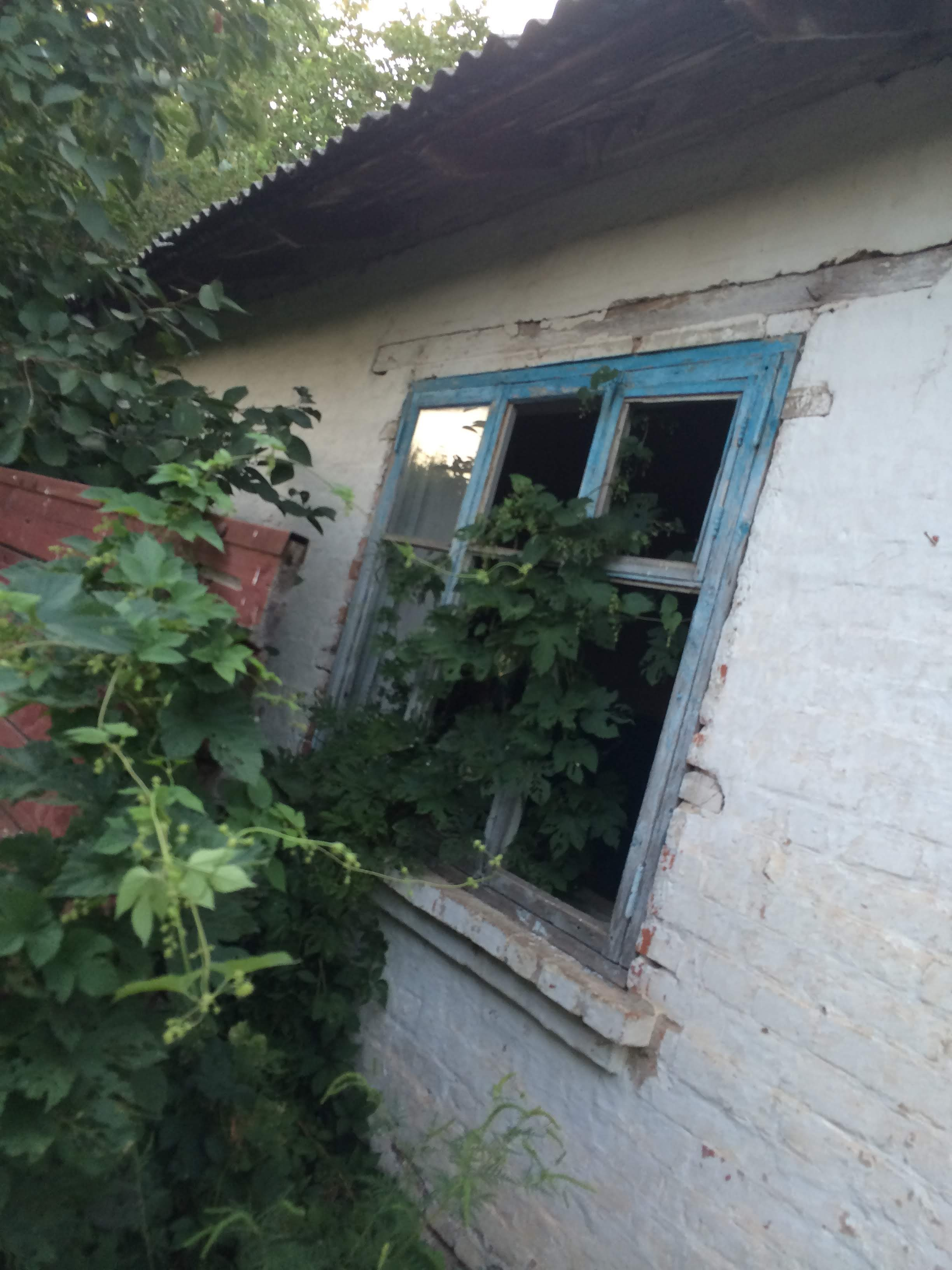
Дом казака Харченко Пантелея Трофимовича (1908-1965) и Елизаветы Михайловны Харченко (1906-1983) в поселке. Классическая постройка, характерная для Советского периода времени на Кубани.

Прежнее название: Посёлок отделения № 4 совхоза "Новосергиевский"

## Население
| 2002 | 2010 |
| ---- | ---- |
| 221  | ↘121 |